# Constituția României
Constituția României este a șaptea constituție permanentă din istoria modernă a României. Este documentul fundamental de guvernare care stabilește structura guvernului, drepturile și obligațiile cetățenilor, precum și modul de adoptare a legilor. Adoptată la 21 noiembrie 1991, a fost aprobată prin referendum național la 8 decembrie 1991 și promulgată în aceeași zi.
Constituția a fost modificată o singură dată, printr-un referendum desfășurat la 18 octombrie 2003. Noul text a intrat în vigoare la 29 octombrie 2003. Ea oferă cadrul necesar pentru guvernarea democratică, reglementând structura statului, precum și drepturile și libertățile cetățenilor.

## Structură
Constituția din 1991, revizuită în 2003, conține 156 de articole, împărțite în 8 titluri:
- Titlul I - Principii generale
- Titlul II - Drepturi, libertăți și îndatoriri fundamentale
  - Capitolul I - Dispoziții comune
  - Capitolul II - Drepturile și libertățile fundamentale
  - Capitolul III - Îndatoririle fundamentale
  - Capitolul IV - Avocatul Poporului
- Titlul III - Autoritățile publice
  - Capitolul I - Parlamentul
    - Secțiunea 1 - Organizare și funcționare
    - Secțiunea 2 - Statutul deputaților și al senatorilor
    - Secțiunea 3 - Legiferarea

  - Capitolul II - Președintele României
  - Capitolul III - Guvernul
  - Capitolul IV - Raporturile Parlamentului cu Guvernul
  - Capitolul V - Administrația publică
    - Secțiunea 1 - Administrația publică centrală de specialitate
    - Secțiunea 2 - Administrația publică locală

  - Capitolul VI - Autoritatea judecătorească
    - Secțiunea 1 - Instanțele judecătorești
    - Secțiunea 2 - Ministerul Public
    - Secțiunea 3 - Consiliul Superior al Magistraturii
- Titlul IV - Economia și finanțele publice
- Titlul V - Curtea Constituțională
- Titlul VI - Integrarea euroatlantică
- Titlul VII - Revizuirea Constituției
- Titlul VIII - Dispoziții finale și tranzitorii

Toate celelalte legi trebuie să respecte aceste principii fundamentale. Curtea Constituțională se ocupă exclusiv de verificarea compatibilității legilor și altor hotărâri cu dispozițiile constituționale.

## Context
Constituția României este fundamentul legal care stabilește structura statului și asigură respectarea drepturilor și libertăților fundamentale ale cetățenilor. 
Prin separarea puterilor în stat (legislativă, executivă și judecătorească) se dorește protejarea democrației și a echilibrului în exercitarea puterii.
În esență, Constituția oferă un cadru pentru dezvoltarea societății românești și ghidează guvernarea în slujba interesului public, în respect față de lege și de valorile democratice.

## Istoric
De-a lungul istoriei sale moderne, România a adoptat șapte constituții, fiecare marcând un moment semnificativ în evoluția sa politică și socială. Prima constituție, cea din 1866, a fost inspirată din modelul belgian și a instituit o monarhie constituțională, punând astfel bazele unui stat modern. Constituția din 1923 este considerată una dintre cele mai democratice, consolidând regimul monarhic și introducând noi libertăți cetățenești. În contrast, Constituția din 1938, instituită de regele Carol al II-lea, a limitat puterile Parlamentului și a întărit autoritatea regală.
După al Doilea Război Mondial, România a experimentat o transformare drastică cu Constituțiile din 1948 și 1952, care au marcat instaurarea unui regim comunist totalitar, concentrând puterea în mâinile Partidului Muncitoresc Român. Constituția din 1965 a reflectat „epoca Ceaușescu,” acordând putere totalitară liderului unic al statului.
După căderea comunismului, Constituția din 1991 a fost adoptată, restabilind democrația și pluralismul politic. Revizuirea din 2003 a acestei constituții a fost esențială pentru integrarea României în Uniunea Europeană, adaptând cadrul legal la cerințele comunității internaționale.

## Versiunea inițială (1991)
Constituția a fost aprobată de o Adunare Constituantă, printr-un vot de 414 la 95 la data de 21 noiembrie 1991 și prin referendum constituțional pe 8 decembrie 1991, cu 77,3% voturi favorabile.
Constituția conține 7 titluri și 152 de articole.
- România este definită ca „stat național, suveran, independent, unitar și indivizibil”.
- Forma de guvernământ este o republică, condusă de un președinte cu un mandat de cinci ani, eligibil pentru un al doilea mandat.
- Președintele reprezintă statul român în relațiile interne și externe, asigură respectarea Constituției și buna funcționare a instituțiilor statului și este garantul independenței, unității și integrității statului.
- Parlamentul este „organul reprezentativ suprem al poporului român și unica autoritate legiuitoare”; este bicameral (Camera Deputaților și Senatul) și este ales pentru un mandat de patru ani.
- După numirea prim-ministrului de către președinte, Parlamentul validează componența și programul Guvernului și îl poate demite prin moțiune de cenzură.
- Constituția prevede drepturi și libertăți civice fundamentale și creează instituția Avocatului Poporului pentru a asigura respectarea acestora.

## Prima revizuire (2003)
Constituția din 1991 a fost amendată pentru prima dată în 2003. Documentul revizuit a fost adoptat prin referendumul constituțional pe 18-19 octombrie 2003 cu o participare de 55,7% din cei 17.842.103 de alegători eligibili. Din cei care au votat, 89,70% au spus „da”, iar 8,81% „nu”. Constituția revizuită a intrat în vigoare zece zile mai târziu.
Au fost introduse articole privind „Integrarea în Uniunea Europeană” și „Aderarea la NATO”, ducând numărul total la 156 de articole, grupate în 8 titluri.
- Aderarea la Uniunea Europeană și OTAN (NATO) se face prin vot parlamentar, nu prin referendum.
- Mandatul președintelui este extins de la 4 ani la 5 ani.
- Cetățenii UE rezidenți în România pot vota și candida la alegerile locale.
- Minoritățile naționale au dreptul de a folosi limba maternă în administrația locală și justiție.
- Garantează explicit dreptul la proprietate privată.
- Restrânge privilegiul imunității parlamentare doar la declarațiile politice.
- Clarifică atribuțiile camerelor legislative.
- Elimină obligația constituțională a serviciului militar obligatoriu (încheiat în 2006).
- Autorității judecătorești îi este recunoscută independența, limitându-se rolul Parlamentului în alegerea Consiliului Superior al Magistraturii.
- Gratuitatea învățământului de stat nu mai este garantată necondiționat (ci numai conform legii).

## Revizuirea a doua (propusă)
Problema reformei constituționale a fost discutată frecvent la începutul anilor 2010, în special după o criză politică majoră din a doua jumătate a anului 2012. Coaliția de guvernare de atunci, Uniunea Social-Liberală, a afirmat că constrângerile constituționale insuficiente l-au determinat pe președintele Traian Băsescu să abuzeze de puterile sale, cerând astfel modificări. O dezbatere publică a început în 2013, iar o Comisie Parlamentară pentru Revizuirea Constituției a fost înființată. Totuși, proiectul de reformă a stagnat după ce Uniunea Social-Liberală s-a desființat la începutul lui 2014 și Băsescu și-a încheiat mandatul.
Succesorul lui Băsescu, Klaus Iohannis, și prim-ministrul Victor Ponta au susținut o a doua revizuire a Constituției, considerând că ar trebui să fie o prioritate politică în 2015, având în vedere că nu erau alegeri programate în acel an. Pe 18 ianuarie 2015, vicepreședinta Comisiei, Valeria Schelean, a cerut convocarea imediată a comisiei pentru a începe lucrările.
În 2015, România s-a confruntat cu instabilitate politică, scandaluri de corupție și proteste publice, care au îngreunat reformele. Polarizarea politică a complicat și mai mult consensul asupra modificărilor propuse. În anii următori, discuțiile despre revizuirea Constituției au fost sporadice și nu au dus la inițiative concrete. Temele legate de drepturile cetățenilor și protecția minorităților au fost discutate, dar fără măsuri legislative clare.
De asemenea, în contextul pandemiei COVID-19, atenția guvernului s-a concentrat pe gestionarea crizei sanitare, ceea ce a dus la întârzieri și mai mari în abordarea reformelor constituționale.

## Referendumul constituțional din 2018
Pe 6 și 7 octombrie 2018, a avut loc un referendum privind definiția familiei așa cum este prevăzută de Articolul 48 din Constituție (care definește familia ca fiind întemeiată pe căsătoria liber consimțită „între soți”), pentru a interzice căsătoriile între persoane de același sex. Referendumul a eșuat, deoarece prezența la vot a fost de doar 21,1%, sub pragul minim necesar de 30% pentru validarea votului.

## Influențe

### Modelul economic liberal
Modelul economic liberal, bazat pe libera concurență și proprietatea privată, a înlocuit modelul socialist al economiei planificate și al proprietății de stat în România, marcând o tranziție semnificativă post-comunistă.
„ Economia României este economie de piață.”—Articolul 134, Constituția din 1991.
„ Proprietatea privată este ocrotită în mod egal de lege, indiferent de titular”—Articolul 41, Constituția din 1991. 
Revizuirea constituției din 2003 a consolidat aceste principii, întărind cadrul legal pentru economia de piață.
„ Economia României este economie de piață, bazată pe libera inițiativă și concurență.”—Articolul 135
„ Proprietatea privată este garantată și ocrotită în mod egal de lege, indiferent de titular”—Articolul 44(2).  
Această tranziție către un model economic liberal a fost însoțită de implementarea unor reforme structurale, precum privatizarea întreprinderilor de stat și promovarea investitorilor străini. Astfel, România a reușit să se integreze în economia globală, beneficiind de fluxuri de capital și de tehnologii noi.

### Relația cu Uniunea Europeană
Cetățenii Uniunii Europene au dreptul de a fi aleși în autoritățile administrației publice locale, subliniind principiile democratice și integrarea europeană a României.
„Parlamentul, Președintele României, Guvernul și autoritatea judecătorească garantează aducerea la îndeplinire a obligațiilor” de membru al Uniunii Europene. Este esențial ca Guvernul să informeze Parlamentul cu privire la orice inițiativă comunitară cu caracter obligatoriu înainte de aprobată.
Integrarea României în Uniunea Europeană a generat beneficii semnificative, inclusiv acces la fonduri structurale și de coeziune, care au fost utilizate pentru dezvoltarea infrastructurii și a serviciilor publice. În plus, apartenența la UE a facilitat comerțul liber și a stimulat investițiile străine, consolidând astfel economia națională.

## Principiile Constituției

### Libertățile și drepturile cetățenilor, guvernarea democratică
Libertățile și drepturile cetățenilor sunt afirmate în forma lor originală, fără modificările făcute în constituțiile guvernării comuniste.   
Libertățile și drepturile cetățenilor sunt reafirmate în forma lor originală, fără influențele anterioare din perioada comunistă. Constituția abrogă multe dintre prevederile constituțiilor comuniste, care promovau lupta de clasă, statul totalitar și rolul conducător al partidului. Puterea prezidențială este restrânsă, România devenind o republică semiprezidențială (de exemplu, Consiliul de Stat este desființat, iar președintele este limitat la două mandate).
Pluralismul politic este restabilit printr-un parlament bicameral. Acest sistem permite reprezentarea diverselor partide și interese în procesul decizional, ceea ce este esențial pentru funcționarea democrației. De asemenea, parlamentul are rolul de a supraveghea activitatea guvernului, asigurând astfel o balanță a puterii.

### Cetățenii
Constituția din 1991 garantează drepturile fundamentale ale cetățenilor, inclusiv dreptul la liberă exprimare (Articolul 30), dreptul la întrunire (Articolul 39) și dreptul la asociere (Articolul 40). Aceste drepturi au fost esențiale în promovarea unei societăți civile active și în facilitarea participării cetățenilor în procesul democratic.
De asemenea, sunt garantate drepturile la identitate, educație, protecția sănătății, vot, a fi ales, apărarea în instanță, asociere, protecție socială și proprietate privată, printre altele.
Aceste libertăți și drepturi sunt apărate de  Avocatul Poporului.
Cetățenii au datoria de a fi loiali, de a apăra țara, de a plăti impozite și de a acționa de bună-credință în exercitarea drepturilor și libertăților constituționale..

### Parlamentul

Palatul Parlamentului este sediul Camerei Deputaților și Senatului.

Parlamentul elaborează legi propuse de Guvern, de Parlament sau de cetățeni. Acesta este în sesiune timp de aproximativ 9 luni pe an, în intervalele februarie-iunie și septembrie-decembrie.
Legile aprobate de Parlament sunt promulgate de Președinte.

### Președintele

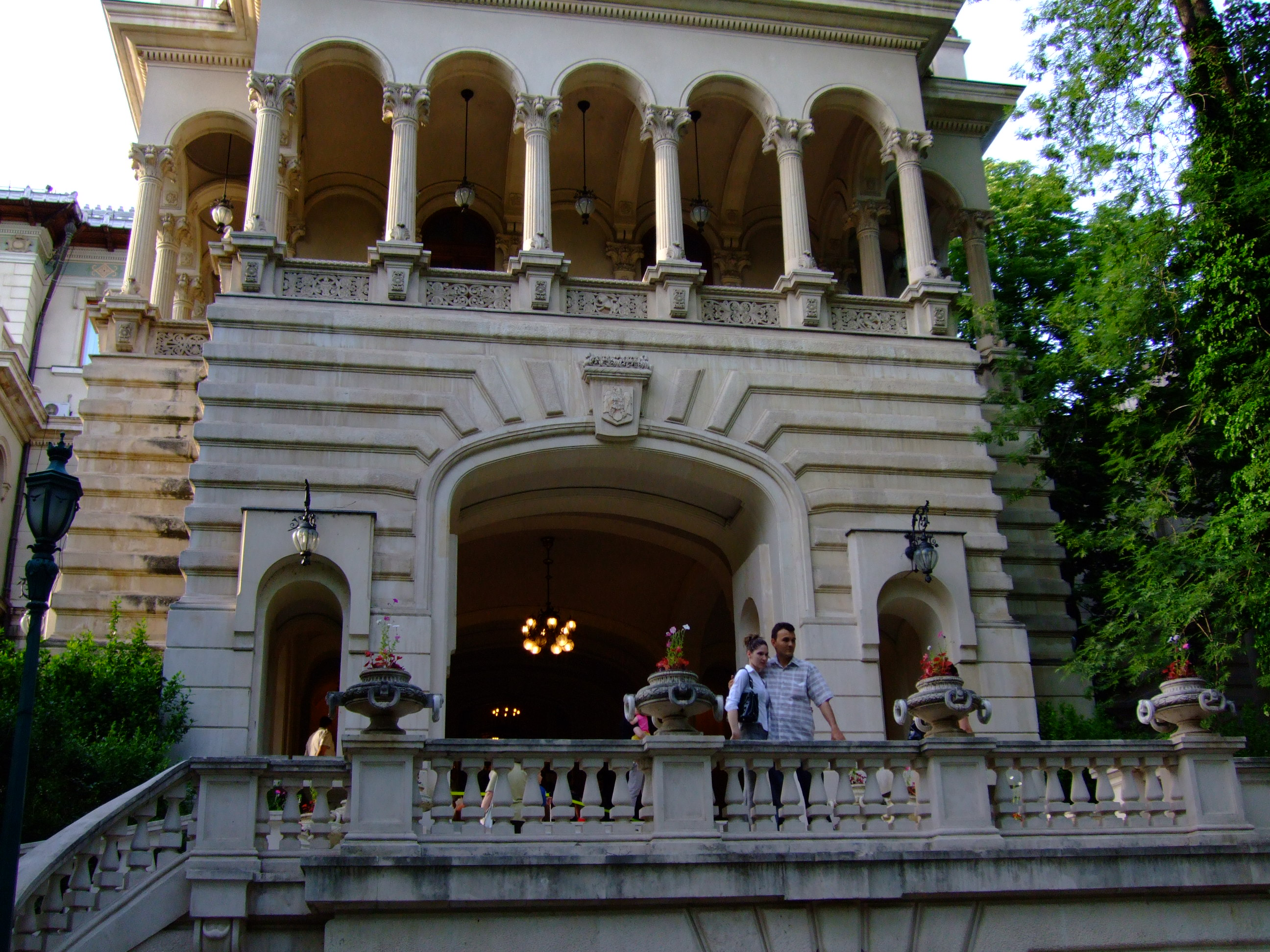
Palatul Cotroceni este sediul Președintelui.

Președintele „exercită funcția de mediere între puterile statului, precum și între stat și societate.”. 
El nu poate fi membru al unui partid, are un mandat de 5 ani, și are atribuții extinse în domenille apărării și relațiilor externe.

### Guvernul

Palatul Victoria este sediul Guvernului.

Un Guvern este numit printr-o procedură care implică Președintele și Parlamentul. Președintele numește un candidat pentru funcția de prim-ministru, care ulterior formează Guvernul. Parlamentul acordă „votul de încredere” guvernului, iar apoi Președintele îl numește oficial.
Guvernul adoptă hotărâri conforme cu legea. În mod normal, Guvernul nu elaborează legi, ci poate doar propune noi legi Parlamentului. În situații extraordinare, Guvernul poate emite „ordonanțe de urgență” care au „putere de lege”, dar care nu au fost aprobate prin vot parlamentar. Aceste ordonanțe de urgență pot fi emise doar cu aprobarea Parlamentului.
„ Guvernul poate adopta ordonanțe de urgență numai în situații extraordinare a căror reglementare nu poate fi amânată, având obligația de a motiva urgența în cuprinsul acestora”—Articolul 115(4)
Parlamentul monitorizează activitatea Guvernului și poate iniția o „moțiune de cenzură” pentru a-l demite. Președintele nu are autoritatea de a revoca prim-ministrul..

### Autoritatea judecătorească

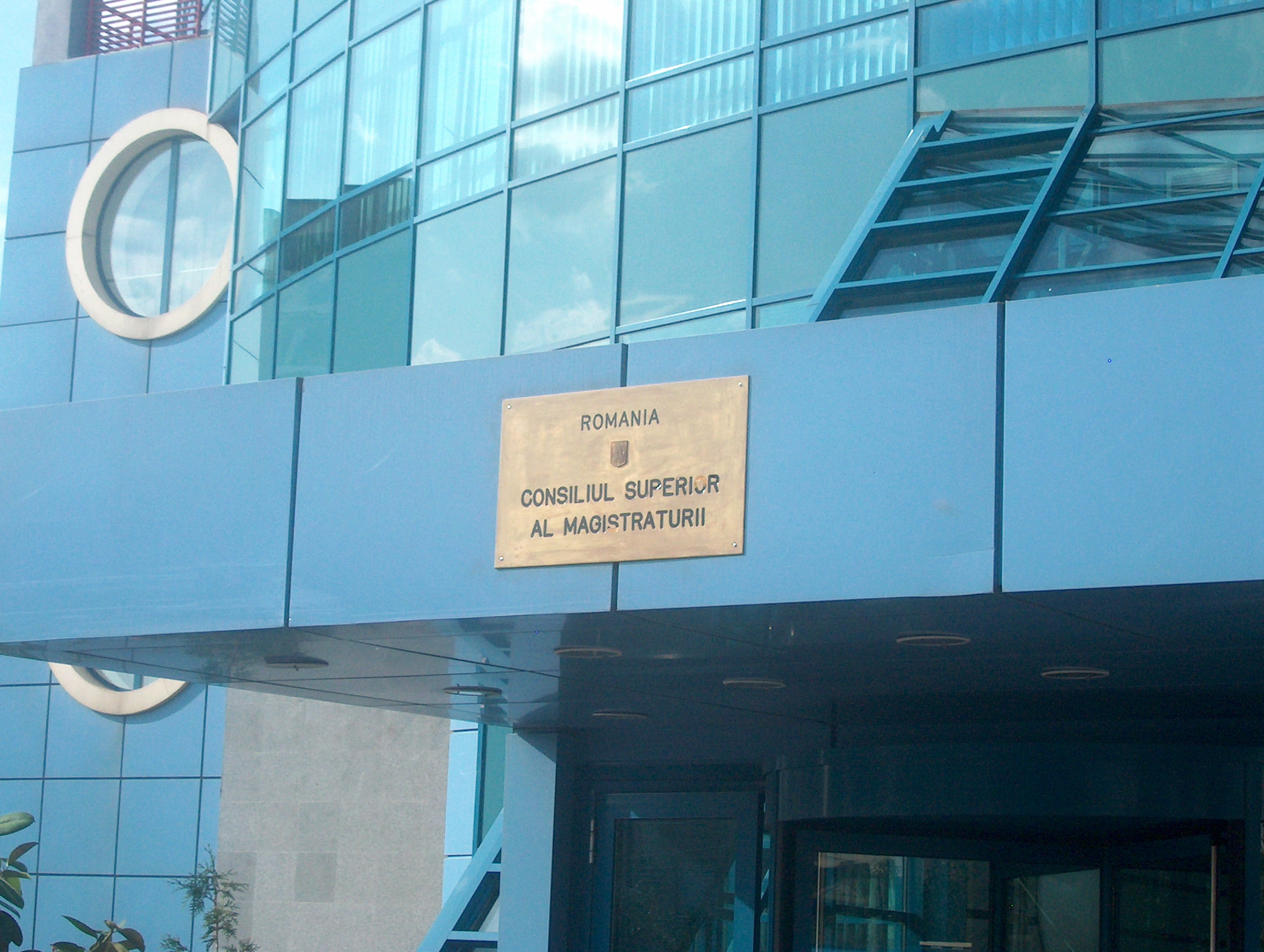
Consilul Superior al Magistraturii.

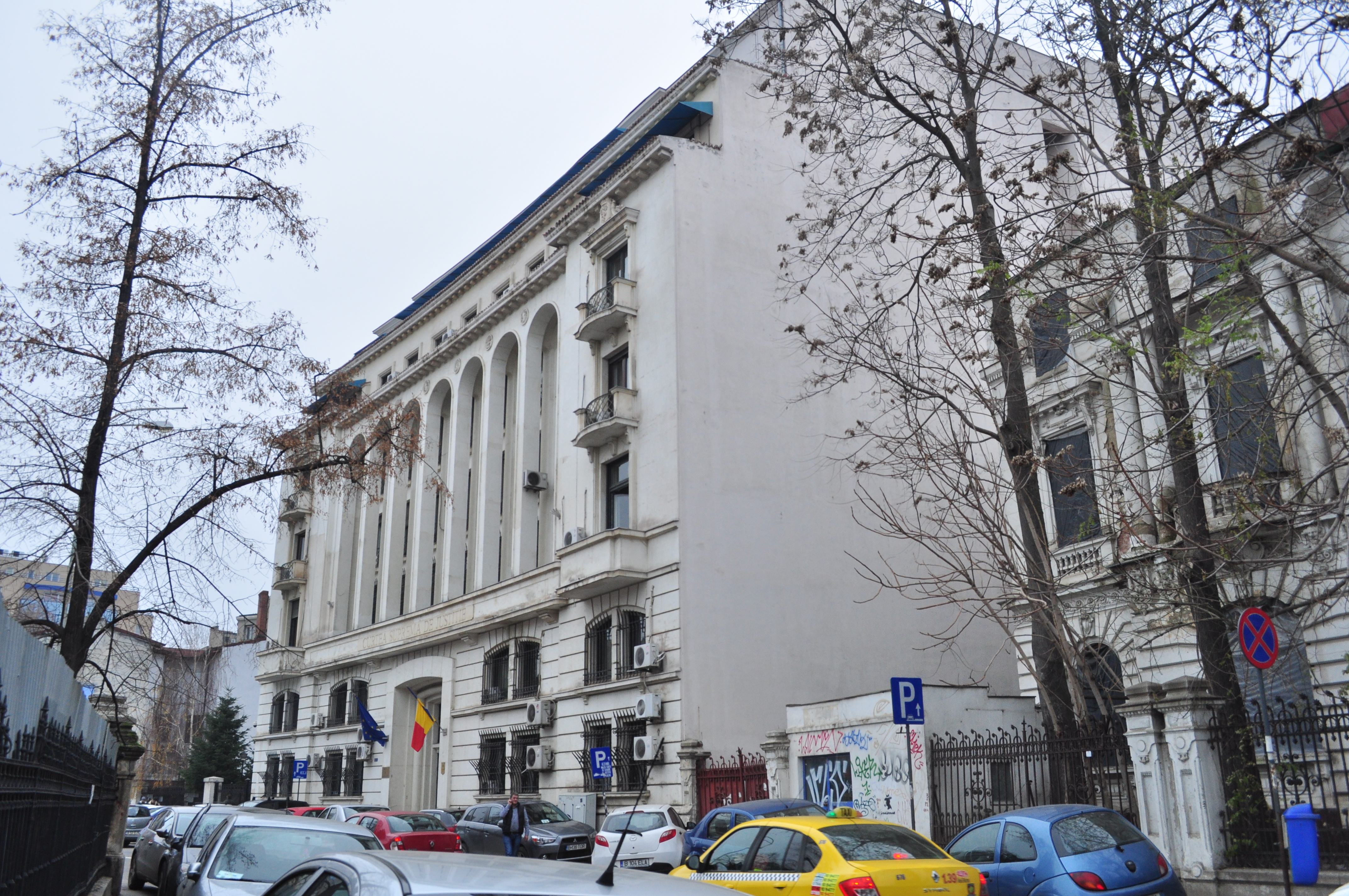
Înalta Curte de Casație și Justiție.

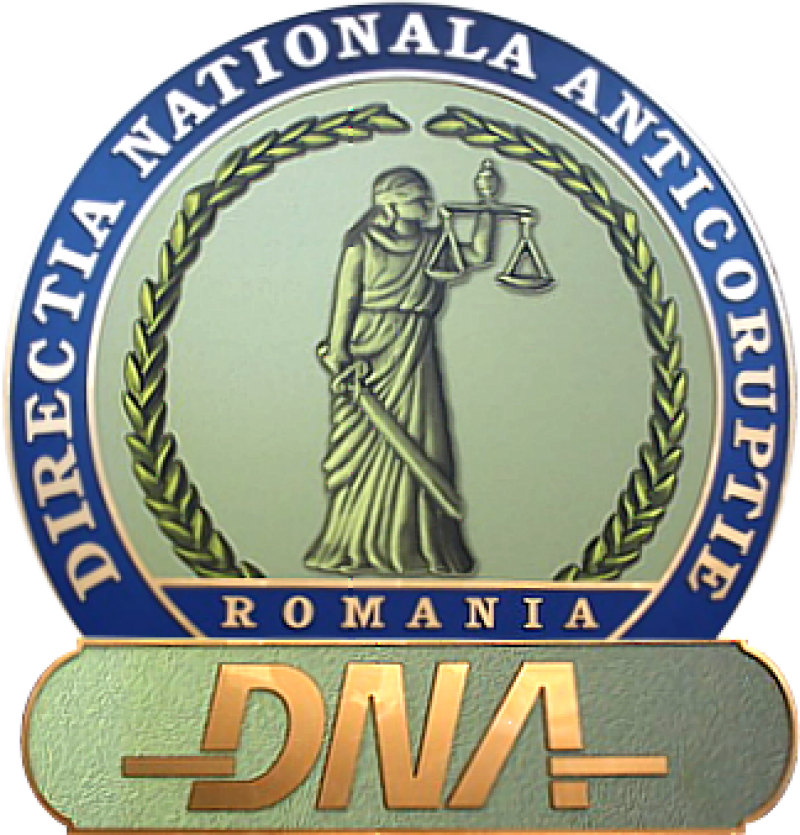
DNA face parte din Ministerul Public.

Independența autorității judecătorești este garantată prin Constituție.
Independența justitiei este garantată de Consiliul Superior al Magistraturii (CSM). CSM „propune Președintelui României numirea în funcție a judecătorilor și a procurorilor” și acționează ca instanță de judecată pentru judecători și procurori.
„ Statul se organizează potrivit principiului separației și echilibrului puterilor - legislativă, executivă și judecătorească - … ”
După numirea de către Președintele României, judecătorii devin „inamovibili, în condițiile legii.”
Majoritatea membrilor CSM sunt „aleși în adunările generale ale magistraților”. Senatul și Guvernul, prin participarea ministrului justiției și a procurorului general, au un rol limitat în determinarea componenței CSM. Președintele nu are nicio influență asupra acestui proces.
Înalta Curte de Casație și Justiție judecă litigiile în care sunt implicați parlamentarii, Președintele și membrii Guvernului și „asigură interpretarea și aplicarea unitară a legii” în întreaga țară
Ministerul Public este o instituție de control sub autoritatea Ministrului Justiției.

### Economia natională și finanțele publice
Economia națională este fundamentată pe „libera inițiativă și concurență”. Bunurile de proprietate publică pot fi date temporar în administrare, concesionare, închiriere sau folosință gratuită, dar sunt inalienabile. Bugetul de stat este propus de Guvern și aprobat de Parlament, iar Curtea de Conturi are rolul de a verifica modul în care sunt utilizate resursele financiare.

## Revizuirea Constituției

### Inițierea revizuirii
„ (1) Revizuirea Constituției poate fi inițiată de Președintele României la propunerea Guvernului, de cel puțin o pătrime din numărul deputaților sau al senatorilor, precum și de cel puțin 500.000 de cetățeni cu drept de vot.
(2) Cetățenii care inițiază revizuirea Constituției trebuie să provină din cel puțin jumătate din județele țării, iar în fiecare din aceste județe sau în municipiul București trebuie să fie înregistrate cel puțin 20.000 de semnături în sprijinul acestei inițiative. ”—Articolului 150 din Constituție
Curtea Constituțională efectuează un control de constituționalitate asupra inițiativei de revizuire. Curtea analizează dacă propunerea respectă limitele revizuirii stabilite de articolul 152, dacă are numărul necesar de semnături pentru a demara procedura și dacă a fost publicată conform legislației. În funcție de decizia Curții, procesul legislativ poate continua în parlament sau poate fi oprit. 

### Procedura de revizuire
„(1) Propunerea sau proiectul de revizuire trebuie adoptată de Camera Deputaților și de Senat, cu o majoritate de cel puțin două treimi din numărul membrilor fiecărei camere. 
(2) Dacă prin procedura de mediere nu se ajunge la un acord, Camera Deputaților și Senatul, în ședință comună, hotărăsc cu votul a cel putin trei pătrimi din numărul deputaților și senatorilor.
(3) Revizuirea este definitivă după aprobarea ei prin referendum, organizat în cel mult 30 de zile de la data adoptării proiectului sau propunerii de revizuire.  ”—Articolului 151 din Constituție
Procedura de revizuire a Constituției începe cu decizia celor două camere parlamentare, care dezbat propunerea de revizuire separat. Dacă ambele camere ajung la un acord pozitiv, adoptând revizuirea în aceeași formă, numărul necesar de voturi este de 2/3 din senatorii și deputații prezenți. În cazul în care se întrunește această majoritate, propunerea este supusă votului cetățenilor prin referendum.	
Există și posibilitatea unui acord negativ, în care ambele camere resping propunerea de revizuire. Dacă există un dezacord între camere (de exemplu, una acceptă propunerea și cealaltă o respinge), se poate forma o comisie de mediere, compusă din senatori și deputați, pentru a căuta un consens. Dacă nu se ajunge la un acord, se va organiza o ședință comună. Dacă în această ședință se obține o majoritate de 3/4 din voturi, propunerea va fi trimisă la referendum.	
Referendumul constituțional trebuie organizat în termen de 30 de zile; altfel, decizia camerelor nu va fi validată, iar întregul proces va fi anulat. Referendumul este considerat valid dacă participă cel puțin jumătate plus unu din numărul total al persoanelor înscrise pe listele electorale. Validarea propunerii se face dacă jumătate plus unu din votanți votează „DA” de către Curtea Constituțională.	

### Limitele revizuirii
„(1) Dispozițiile prezentei Constituții privind caracterul național, independent, unitar și indivizibil al statului român, forma republicană de guvernământ, integritatea teritoriului, independența justiției, pluralismul politic și limba oficială nu pot forma obiectul revizuirii.
(2) De asemenea nicio revizuire nu poate fi făcută dacă are ca rezultat suprimarea drepturilor și a libertăților fundamentale ale cetățenilor sau a garanțiilor acestora.
(3) Constituția nu poate fi revizuită pe durata stării de asediu sau a stării de urgență și nici în timp de război.”—Articolului 152 din Constituție
Limitele revizuirii Constituției sunt de două tipuri: exprese și tacite.
Limitele exprese sunt scrise direct în Constituție. Ele arată ce aspecte nu pot fi schimbate. De exemplu, nu se poate modifica forma de guvernare a statului sau drepturile fundamentale ale cetățenilor. Aceste limite protejează valorile de bază ale societății și ale statului român.
Limitele tacite nu sunt scrise clar în Constituție, dar sunt deduse din interpretarea textului. Se referă la principii fundamentale care sunt importante pentru funcționarea democrației, cum ar fi respectul pentru drepturile omului sau separarea puterilor în stat.

## Controverse și critici

### Independența justiției
Unul dintre cele mai dezbătute aspecte ale Constituției României se referă la independența justiției. Deși articolul 124 stipulează că justiția este unică, imparțială și egală pentru toți, în practică, influențele politice persistă și pot compromite această independență. Autoritatea judecătorească, deși a fost declarată independentă la revizuirea din 2003, continuă să fie afectată de intervenții politice, în special prin modul de numire a judecătorilor și prin influența Parlamentului asupra Consiliului Superior al Magistraturii, care este ales de acesta.

### Drepturile minorităților naționale
Articolul 6 al Constituției garantează drepturile minorităților naționale, însă implementarea acestor drepturi variază semnificativ în funcție de contextul local. De exemplu, dreptul de a utiliza limba maternă în administrația locală și în sistemul judiciar este supus unor condiții care limitează efectivitatea acestuia.

### Revizuirea Constituției
Conform articolului 152, Constituția poate fi revizuită prin voința majorității politice, fără a necesita un referendum popular. Aceasta poate permite modificări care slăbesc protecția democrației sau a drepturilor fundamentale, ceea ce ridică îngrijorări privind posibilitatea abuzului de putere.

### Rolul armatei
Regimul stagiului militar, așa cum este prevăzut în articolul 55, este considerat învechit și neadaptat la realitățile actuale de securitate. Având în vedere angajamentele României în cadrul structurilor de securitate internațională, este esențial să se reevalueze acest cadru pentru a implementa politici moderne de apărare care să răspundă provocărilor contemporane.

### Autoritatea judecătorească
Deși revizuirea din 2003 a subliniat independența judecătorilor, structura de numire a acestora rămâne o sursă de îngrijorare. Judecătorii sunt numiți pe o perioadă limitată de șase ani, iar faptul că aceștia nu sunt inamovibili subminează stabilitatea sistemului judiciar. De asemenea, prima Curte Supremă de Justiție, care judecă cazurile parlamentarilor și ale altor oficiali, este, de asemenea, numită de Parlament, ceea ce creează o interdependență problematică între puterea judecătorească și cea legislativă.

### Imunitatea parlamentarilor
Articolul 69 oferă o imunitate extinsă parlamentarilor, ceea ce poate crea o percepție de impunitate în fața legii. Criticii susțin că acest cadru legislativ poate permite abuzuri și comportamente inacceptabile din partea celor care sunt aleși să reprezinte cetățenii.

### Legitimitatea Constituției
Conform avocatului constituționalist Eleodor Focșeneanu , Constituțiile României din 1991 și 2003 nu se bucură de legitimitate și nu au intrat niciodată în vigoare, fiindcă:
- Actele emise de Frontul Salvării Naționale în timpul Revoluției au desființat structurile de putere ale fostului regim, inclusiv constituțiile anterioare.
- Constituția din 1991 a fost adoptată fără respectarea legii anterioare din 1923, iar numeroase nereguli au fost consemnate în procesul de constituire.

### Constituții anterioare
- Prima Constituție a României (1866)
- A doua Constituție a României (1923)
- A treia Constituție a României (1938)
- A patra Constituție a României (1948)
- A cincea Constituție a României (1952)
- A șasea Constituție a României (1965)